# Île Bellot
Pour les articles homonymes, voir Bellot.
L'île Bellot est une île canadienne de l'Arctique dans le parc national Quttinirpaaq en Qikiqtaaluk (Nunavut).

## Géographie
Elle est située dans la baie Lady Franklin, face au Fort Conger (île d'Ellesmere) et s'étend sur environ 7,2 km de longueur pour une largeur maximale de 3,8 km.

## Faune
On peut y rencontrer des rennes et des bœufs musqué.

## Histoire
Des archéologues y ont trouvé des restes d'habitats inuits.
Elle a été nommée en hommage à Joseph-René Bellot. 